# DAISY-Hörbuch

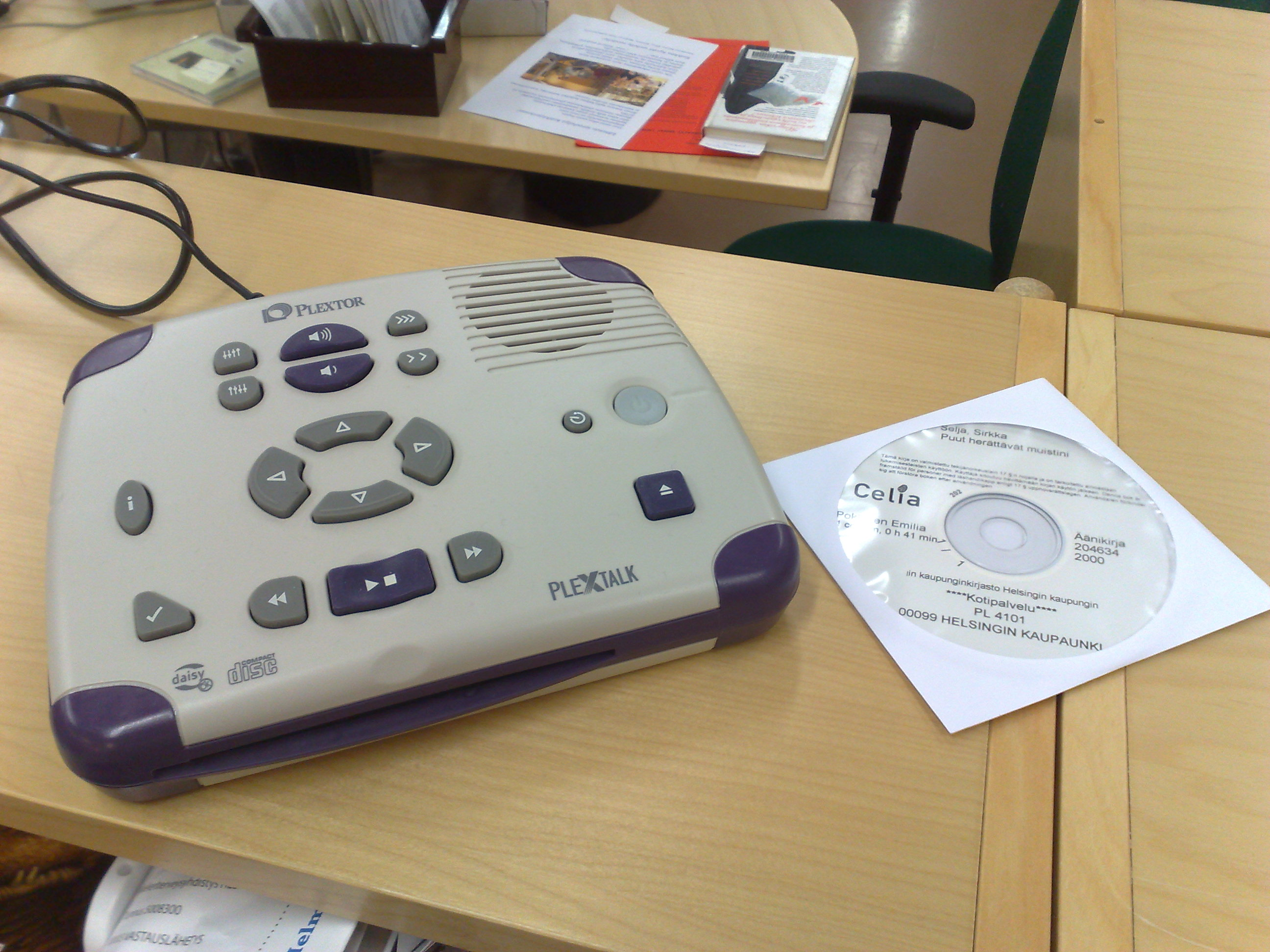
Daisy-Player

DAISY ist der Name eines weltweiten Standards für navigierbare, zugängliche Multimedia-Dokumente. Die Abkürzung DAISY steht für Digital Accessible Information System.
Sowohl der ältere DAISY-2.02-Standard als auch der ANSI/NISO-Standard Z39.86-2005 legen sich weder beim verwendeten Medium noch beim Tonstandard fest. DAISY-Hörbücher sind interaktiv. Das DAISY-Konsortium pflegt eine Liste der Autorensysteme (englisch).

## Interaktivität
Das DAISY-Hörbuch bietet umfassende hierarchische Navigationsfunktionen. Der Benutzer kann nicht nur von Kapitel zu Kapitel springen – er kann über mehrere Hierarchiestufen vom Kapitel über die Seitenzahl bis zum einzelnen Satz oder einer Fußnote und wieder zurück springen.
Das DAISY-Hörbuch bietet vielfältige Darstellungsfunktionen, als reines Hörbuch oder zum Beispiel als Volltext-Hörbuch. Dabei kann der Benutzer immer die Sprechgeschwindigkeit regulieren – die Stimme verändert sich nicht, ihr natürlicher Klang bleibt erhalten. Mit der Audio-Ebene können zudem Texte und Bilder verknüpft werden.
Das DAISY-Hörbuch bietet intelligente Bearbeitungsfunktionen. Der Benutzer kann beliebig viele Buchzeichen platzieren – das DAISY-Abspielgerät zeigt die markierten Textstellen wieder an. Mit hochwertigen DAISY-Abspielgeräten kann der Benutzer Notizen zum gelesenen Text aufsprechen.
Seit 1999 gibt es sowohl Hard- als auch Softwaregeräte zur interaktiven Nutzung von Informationen im Daisy-Standard. Die zahlreichen Leistungsmerkmale von DAISY können auch über Computer genutzt werden, die mit einer DAISY-Abspielsoftware ausgestattet sind.

## Geschichte
Im Jahr 1992 begann die schwedische Blindenbücherei Talboks- och Punktskriftsbiblioteket TPB mit der Entwicklung einer ersten Version des DAISY-Standards für das Betriebssystem DOS. Im Mai 1996 wurde von sechs nationalen Blindenbüchereien das internationale DAISY-Consortium gegründet, das seither die Entwicklung des neuen Hörbuch-Standards weltweit koordiniert.
Seit dem Jahr 2000 wird der DAISY-Standard von der Firma Microsoft unterstützt. Im Jahre 2001 wurden die ersten Abspielgeräte für digitale Hörbücher präsentiert, je eines von der japanischen Firma Plextor und der kanadischen Firma VisuAide, die mittlerweile unter dem Namen HumanWare Group firmiert (Produktname: Victor).
Seit 2002 haben Blindenbüchereien in Deutschland und der Schweiz, in Skandinavien und Großbritannien sowie in Japan, Kanada und den USA mehr als 128.000 DAISY-Hörbücher produziert. Darunter sind u. a. Deutsche Blinden-Bibliothek, Deutsches Zentrum für barrierefreies Lesen (früher: Deutsche Zentralbücherei für Blinde zu Leipzig) und SBS Schweizerische Bibliothek für Blinde, Seh- und Lesebehinderte. Sie waren aus urheberrechtlichen Gründen zunächst nicht im Handel erhältlich, die Blindenbüchereien dürfen sie nur an ihre Nutzer verleihen. Im September 2005 wurde dann in Zürich das erste DAISY-Hörbuch in Europa im Buchhandel präsentiert. Seit August 2006 werden DAISY-Hörbücher in Deutschland auch zum kostenpflichtigen Download angeboten. Seit Herbst 2008 erscheint eine umfangreiche Edition „DAISYfizierter“ Hörbücher auf CD, die auch über den Sortiments- oder Versandbuchhandel vertrieben werden. Auch einige der Bibliotheken verkaufen einzelne Titel.
Eine Suchfunktion für alle deutschsprachigen Bibliotheken bietet das System Medibus, die Mediengemeinschaft für blinde, seh- und lesebehinderte Menschen.